# Tetragnatha marginata
Tetragnatha marginata là một loài nhện trong họ Tetragnathidae.
Loài này thuộc chi Tetragnatha. Tetragnatha marginata được miêu tả năm 1890 bởi Thorell.